# Zofija
Zofija je žensko osebno ime.

## Različice imena
Sofija, Sonja, Zofi, Zofia, Zofka

## Tujejezikovne različice
- pri Čehih: Žofie, Žofka
- pri Dancih: Sophia
- pri Rusih: (София)  Sofija, Sofa in Sonja
- pri Nemcih: Sophia ,Sofie, skrajšano tudi Fieke
- pri Hrvatih in Srbih: Sofia, Sovija, skrajšano tudi Soka, Sosa, Sokna, Šofe,

## Izvor imena
Ime Zofija izhaja iz latinskega imena Sophia, le to pa iz grškega Sofía, ki se razlaga iz grške besede sofía - »modrost«. Iz grškega imena izhajajo tudi ruska imena Sofija, Sofja in manjšalnica Sonja.

## Pogostost imena
Po podatkih Statističnega urada Republike Slovenije je bilo na dan 31. decembra 2007 v Sloveniji število ženskih oseb z imenom Zofija: 2.187. Med vsemi ženskimi imeni pa je ime Zofija po pogostosti uporabe uvrščeno na 118. mesto.

## Osebni praznik
Pregled godovnih dni po novem bogoslužnem koledarju v katerih goduje Zofija.
- 15. maj, Zofija, krščanska mučenka v Rimu († 15. maja leta 120)
- 18. september, Zofija, mučenka
- 30. september, Zofija, spokornica

## Imena krajev
Po cerkvi sv. Sofije postavljene v 6. stoletju je od 14. stoletja dalje poimenovano glavno mesto Bolgarije - Sofija; nekdanji Sredec.

## Zanimivosti
Po Zofiji se imenuje znamenita Istanbulska Cerkev svete Modrosti (Hagia Sofia) v kateri je danes muzej.

## Znane osebe
- Sofia Loren, filmska igralka
- Zofka Kveder, pisateljica
- Zofija Mazej Kukovič, ministrica v Slovenski vladi (2007-)

## Ljudski pregovori
Ker Zofija v koledarju sledi trem »ledenim svetnikom«, je dobila v ljudski govorici ime »mrzla, mokra Zofija ali Zofka«, kar je izraženo v pregovoru: Sv. Filip napija, Zofija popija.